# Vieja guttulata
Vieja guttulata es una especie de peces de la familia Cichlidae en el orden de los Perciformes.

## Morfología
Los machos pueden llegar alcanzar los 30 cm de longitud total.

## Distribución geográfica
Se encuentra en  América Central: vertiente  pacífico de Guatemala.